# Ерван Конате
Ерван Конате (фр. Erwan Konaté, нар. 18 квітня 2003) — французький легкоатлет, який спеціалізується на стрибках у довжину.
Тренується під керівництвом Роберта Емміяна.

## Спортивні досягнення
Дворазовий чемпіон світу серед юніорів (2021, 2022).
Бронзовий призер чемпіонату Європи серед юніорів (2021).
Рекордсмен Європи серед юніорів у приміщенні у стрибках у довжину (7,98; 2022).